# Za tebe čuvam sebe
Za tebe čuvam sebe je drugi album hrvatske pjevačice Alke Vuice koji sadrži 10 pjesama.

## Pjesme
1. "Ej šta mi radiš"
2. "Neka, neka"
3. "Ljubavna pjesma"
4. "Svadja & kreg"
5. "Raskiskiša"
6. "Ne daj mi da odem"
7. "Ako odeš"
8. "Cigana Jana"
9. "Aj, aj, aj"
10. "Za sebe čuvam tebe"